# Raul Arnemann
Raul Arnemann   (Pärnu, 23 de gener de 1953) és un remer estonià, ja retirat, que va competir sota bandera de la Unió Soviètica durant les dècades de 1970 i 1980.
El 1976 va prendre part en els Jocs Olímpics d'Estiu de Mont-real, on guanyà la medalla de bronze en la prova del quatre sense timoner del programa de rem. Formà equip amb Nikolai Kuznetsov, Valeri Dolinin i Anushavan Gasan.
En el seu palmarès també destaquen tres medalles de plata al Campionat del Món de rem, el 1974 i 1975 en el quatre sense timoner i el 1977 en el vuit amb timoner. Entre el 1976 i 1981 guanyà 13 campionats estonians en diferents modalitats.